# Khandoba

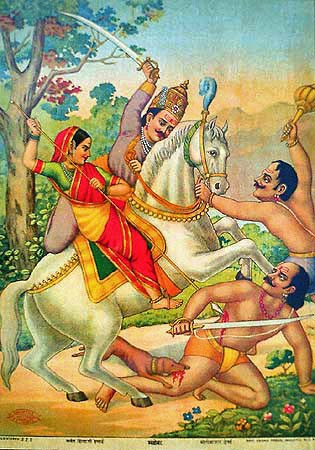
Khandoba i Mhalsa walczący z demonami

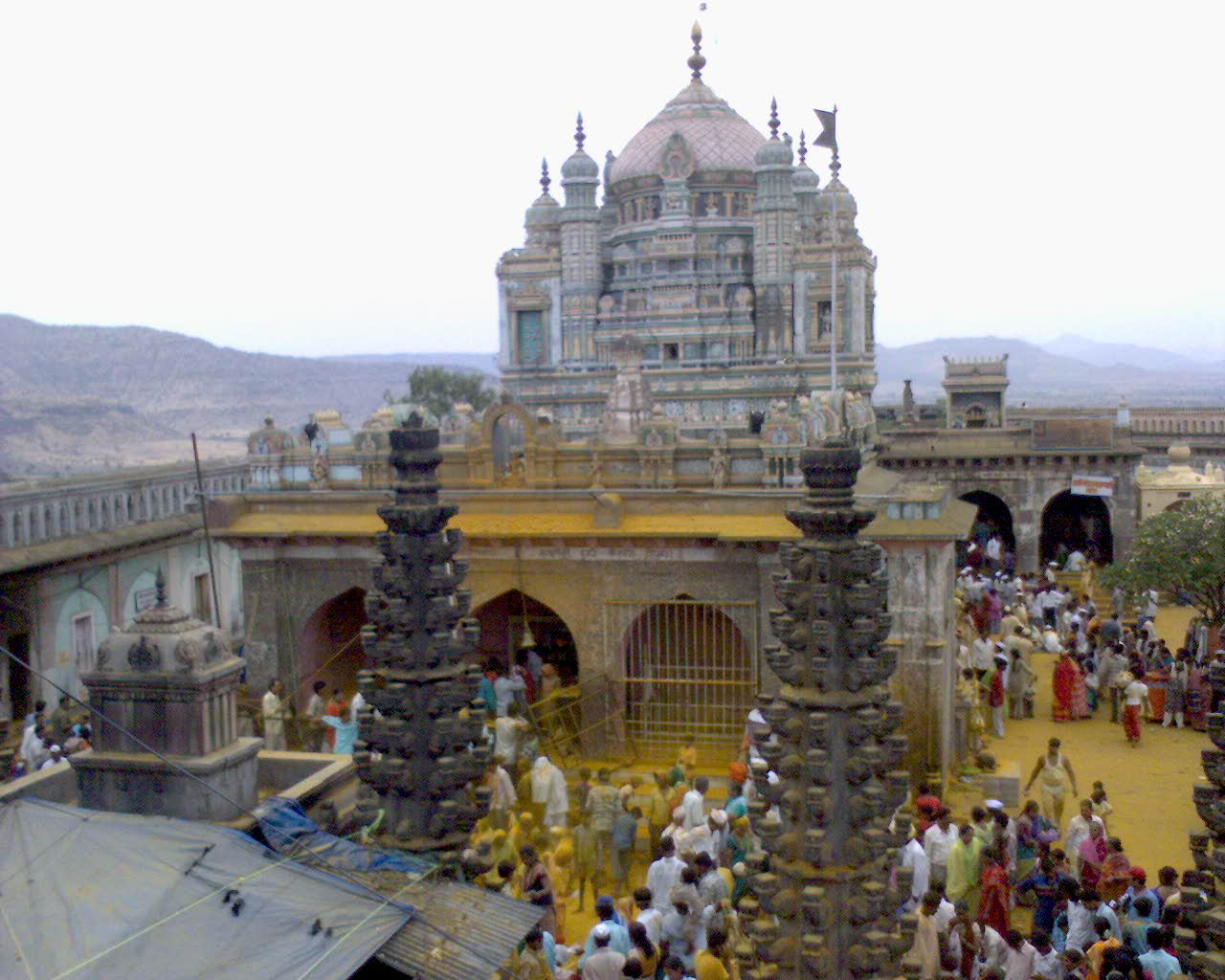
Świątynia Khandoby w Jejuri

Khandoba (marathi खंडोबा, trl. khanḍobā) Martanda Bhajrawa – lokalne bóstwo hinduskie, popularne zwłaszcza w indyjskim stanie Maharasztra, uważane z jednej strony za manifestację Śiwy, z drugiej zaś strony związane z tradycją wisznuicką. Jego małżonką jest Mhalsa. Khandoba jest najbardziej popularnym bóstwem rodzinnym (kuladewata) na terenie Maharasztry.
Khandoba bywa często identyfikowany z Mallanną w Andhra Pradesh i Mailarą w Karnatace. Khandoba przeszedł ewolucję od ludowego wiejskiego boga, jakim był do X w., do złożonego bóstwa, które przejęło szereg atrybutów Śiwy, Bhajrawy, Surji i Murugana. Swoim hinduistycznym wyznawcom bóg ten jest znany pod imionami:
- Khandoba, Khanderaja, Khandenath,

- Revaldeo, Revalnath

- Mailar, Mallari, Mailal

- Martand, Mallarimartand

- Mhalsakant

Natomiast muzułmańscy wyznawcy używają imion: Malukhan i Adźmatkhan.

## Ikonografia
Khandoba jest przedstawiany bądź to w postaci lingamu, bądź to jako jeździec na koniu, walczący
z demonami Mani i Mallą.

## Postacie powiązane
Khandoba wiązany jest z pięcioma żonami. Dwie są najważniejsze: Mhalsa i Banu. Fizyczną, ziemską reprezentacją drugiej żony boga jest rzeka Banganga, dopływ Godawari.

## Kult świątynny
Najważniejszą świątynią związaną z kultem Khandoby jest Dźedźuri (Jejuri) w stanie Maharasztra.
Dniem tygodnia szczególnie polecanym dla kultu Khandoby jest niedziela, tradycyjnie której patronuje słońce.

## Literatura
Legendy związane z postacią Khandoby zostały opisane przede wszystkim w dziele Malhari Mahatmja, a także często transponowane w pieśniach ludowych.